# Fort de Giromagny

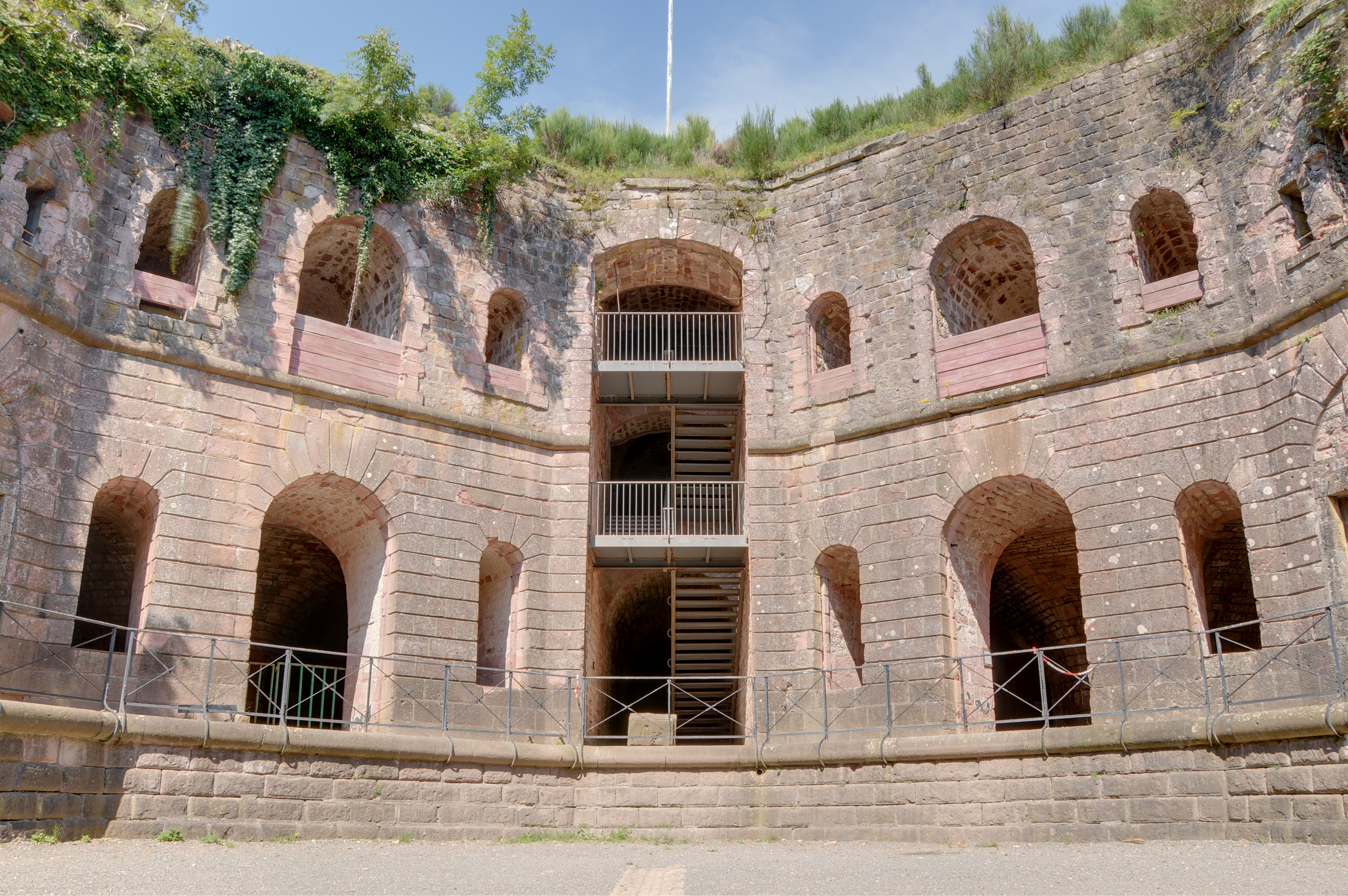
Innenhof

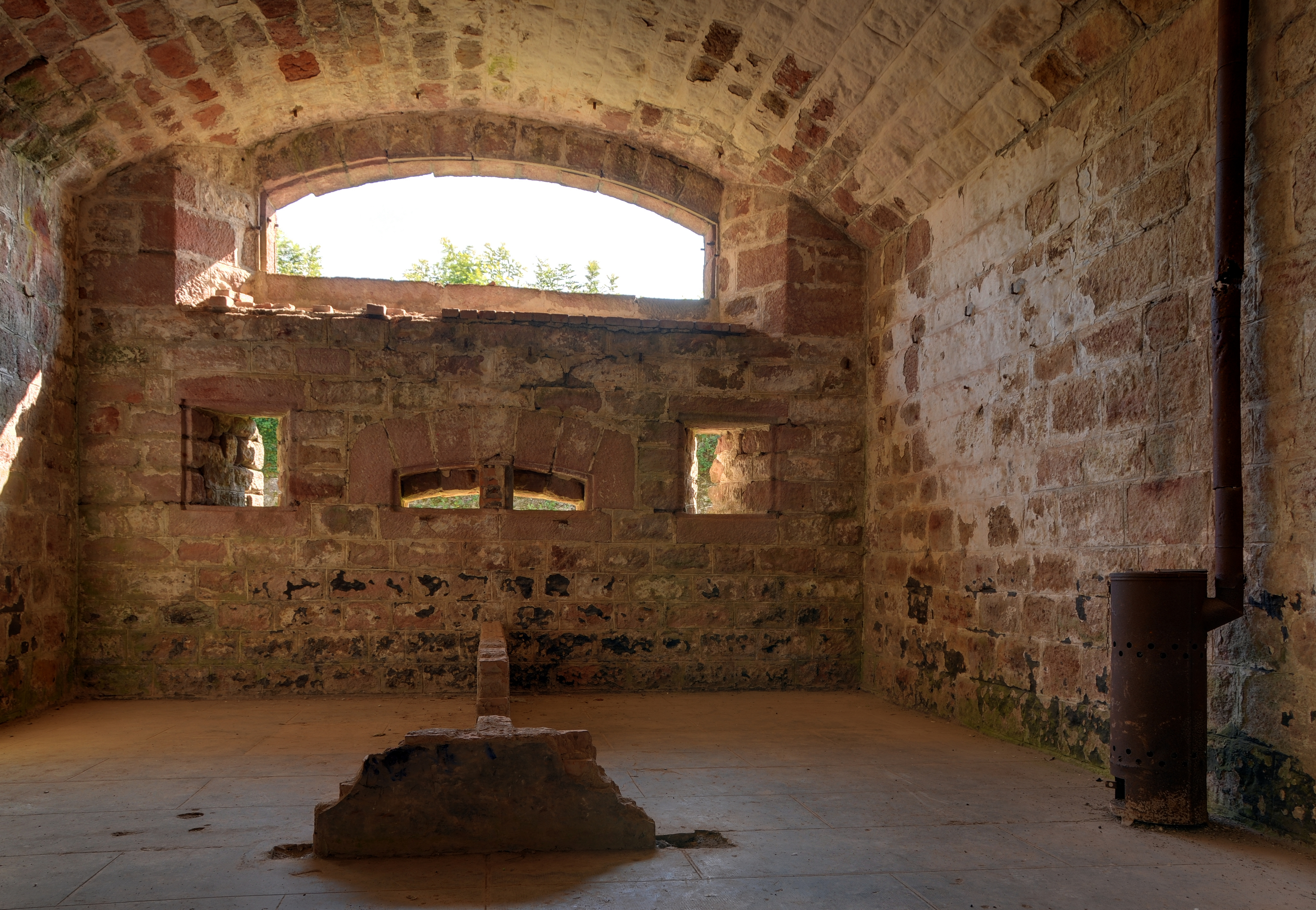
Kammer für Offiziere und Unteroffiziere in der Kehlkaserne mit Ausschussöffnungen in den Kehlgraben

Das Fort de Giromagny (zeitweiliger Name: Fort Dorsner) war ein detachiertes Fort und Teil des Festungsgürtels um die Stadt Belfort. Dieser gehörte zur Barrière de fer (Eiserne Barriere). Es liegt nordöstlich von Belfort in 636 Metern Höhe auf dem Gebiet der Gemeinden Giromagny und Auxelles-Bas.

## Benennung
Für einige Monate war es nach dem Général de division Jean Philippe Raymond Dorsner benannt. Per Präsidialdekret vom 21. Januar 1887 setzte der Kriegsminister Georges Boulanger um, dass alle Forts, befestigte Artillerieanlagen und Kasernen des Système Séré de Rivières die Namen von ehemaligen Militärkommandanten zu tragen haben. Am 13. Oktober 1887 wurde das vom Nachfolger Boulangers, Théophile Ferron, rückgängig gemacht und das Fort erhielt seinen jetzigen Namen zugeteilt.

## Aufgaben
Es hatte unter anderem die Aufgabe, die nördlichen Zugangswege nach Belfort zu überwachen sowie einen feindlichen Zugriff in diesem Bereich auf die Festung zu verhindern. Zusammen mit den Forts von Salbert und Roppe sollte außerdem eine Besetzung des Gebiets nördlich von Belfort bis zu den Vogesen unterbunden werden. Zusammen mit dem Fort de Roppe kontrollierte es auch die Straße nach Colmar und nach Basel; es sicherte die Flanke des Fort de Bessoncourt und unterstützte das Fort du Salbert.

## Beschreibung
Das Fort de Giromagny liegt auf einem Gipfel in 636 Meter Höhe südwestlich der Gemeinde Giromagny und nordwestlich von Belfort.
Es war das am stärksten ausgerüstete Fort an der Obermosel, da es bereits 1879, als erstes Werk in Frankreich überhaupt, mit zwei Geschützpanzertürmen (Turm A mit einer Lafette des Typ St. Chamond und Turm B des Typ Mougin – wurde 1881 durch den Typ St. Chamond ersetzt) ausgerüstet wurde. Dazu kamen noch sechs Kasematten für indirekten Beschuss (Mörserkasematten) und zwei externe Batterien (batteries d’artillerie annexes).
Es handelt sich um eine trapezförmige Anlage, die von einem trockenen Graben umgeben ist und deren Front in etwa nach Norden weist. Der Bau ist in Sandsteinmauerwerk aufgeführt und mit einer Erdabdeckung gegen Beschuss verstärkt. Der zentrale Komplex mit den Kasernen, Magazinen und gedeckten Geschützständen gruppiert sich um einen achteckigen Innenhof und ist, mit Ausnahme der Rückseite, zweistöckig ausgeführt. Die Grabenwehr der Front- und Flankengräben wurde im linken Schulterpunkt von einer einfachen und im rechten Schulterpunkt von einer doppelten Grabenstreiche ermöglicht. Beide sind durch eine Poterne von der Wallstraße aus zugänglich. Ein weiterer Kasernenbau bildet den Abschluss der Kehle, er befindet sich in der inneren Grabenmauer auf Höhe der Grabensohle und ist zur Verteidigung eingerichtet. An beiden Enden sind vorgesetzte Grabenwehren eingebaut, die den im einspringenden Winkel angelegten Kehlgraben bestreichen und den Zugang in Kreuzfeuer nehmen können. Es führen insgesamt vier Poternen aus dem zentralen Block auf die Wallstraße (rue de rempart), auf der sich die einzelnen Artilleriestände – jeweils durch Traversen geschützt – befinden. Es bestand eine optische Kommunikation (Lichtsignalstation) mit dem Fort du Salbert.
- Bauzeit: 15. Juni 1875 bis 1. Juli 1879
- Besatzung 1885: 17 Offiziere – 20 Unteroffiziere – 608 Mannschaften
- Kapazität des Munitionsmagazins: 102 t Schwarzpulver

in der Kartuschenkammer: 394.000 Geschosse
- Bäckerei: Ein Backofen Typ Lespinasse mit 200 Portionen täglicher Leistung, ein transportabler Backofen Typ Lespinasse mit 180 Portionen täglicher Leistung

Sanitätsbereich mit 15 Betten
- Wasserversorgung:

ein Brunnen, eine Zisterne mit 150,4 m³ und eine zweite Zisterne mit 172,2 m³ Fassungsvermögen
Zugang über eine Klappbrücke

### Modernisierungen gemäß Etat

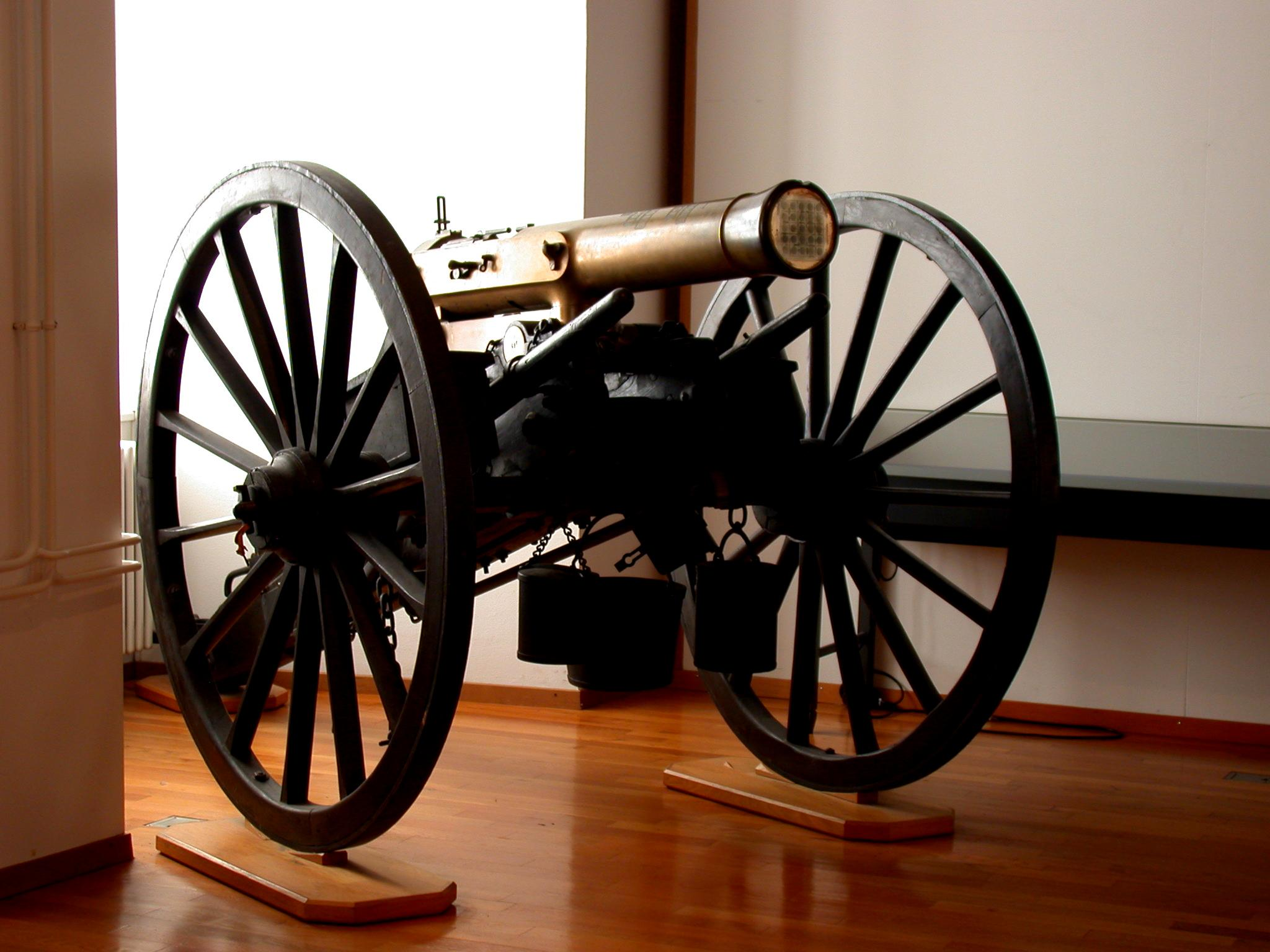
Mitrailleuse

- Modernisierungsprogramm von 1880:

Bau einer betonierten Kasematte mit 200 Plätzen, Verbesserung des internen Kommunikationssystems, Verstärkung der Mörserbatterien (casemates à tir indirect) und Ersatz der beiden Frontgrabenkaponnieren durch eine einfache und eine doppelte Grabenstreiche in der Contrescarpe.
- Modernisierungsprogramm von 1900:

keine Arbeiten durchgeführt
- Modernisierungsprogramm von 1908:

Bau von zwei betonierten externen Geschützständen (Annexbatterien) für je ein 120-mm-Geschütz und eines elektrischen Kraftwerks. Verbesserung der optischen Verständigungsanlage und der Parapets.
Installation von drei gepanzerten Beobachtungsständen (Observatoire cuirassé) und vier gepanzerten Ein-Mann-Postenständen (Guérite blindée) auf den Wällen, Bau eines Turms für eine 75-mm-Kanone 05 auf dem Saillant Nr. 3 zur Bestreichung der Straße nach Belfort.
Reduzierung einer Etage und Absenkung der Geschütztürme. Einbau einer elektrischen Ventilation in der Unterkunftskaverne.

### Außeretatmäßige Modernisierungen
1878–1879 Installation der beiden Panzergeschütztürme
1888 Bau von zwei Felsenmagazinen
1913 Anschluss an das Stromnetz und Installation der elektrischen Beleuchtung.
1914 Bau von zwei geschützten Unterständen für je 100 Mann.
1915 Nicht ausgeführt wurden während des Krieges einige eigentlich notwendige Arbeiten, wie die Verstärkung von Teilen des Forts mit einer Betonschicht, sowie die Schaffung von Notausgänge aus den geschützten Unterständen (abri caverne).
Die Modernisierungskosten beliefen sich auf nochmals 1.860.000 Francs

## Bewaffnung

### 1880
| Auf den Wällen | Panzerung und Kasematten | Grabenwehren                                                                                                   | Annexbatterien                                |
| --- | --- | --- | --------------------------------------------- |
| 2 × Geschütze 120L – Canon de 120 mm L modèle 1878 (120 mm) 2 × Geschütze 155L – Canon de 155 mm L modèle 1877 (155 mm) 7 × Geschütze 138 – Canon de 138 modèle 1873–74 (138 mm) 6 × Geschütze – Canon Reffye de 85 mm (85 mm) 10 × Geschütze – Canon de 5 modèle 1873 (75 mm) 5 × Mörser – Mortier lisse (150 mm) | 2 × Geschütze Canon de 155 mm L modèle 1877 im Panzerturm Typ Tourelle Mougin 4 × Geschütze 155C – Canon de 155 mm C modèle 1881 (155 mm) 2 × Mörser – „Mortier de 220 mm modèle 1880“ (220 mm) | 5 × Kartätschgeschütze – canon à balles oder mitrailleuse Meudon 5 × Geschütze – Canon Reffye de 85 mm (85 mm) | 3 × Geschütze „Canon de 120 long modèle 1878“ |
| Geschütze gesamt:50 | | |                                               |

### 1884
| Auf den Wällen | Panzerung und Kasematten | Grabenwehren                                                                                                   | Annexbatterien     |
| --- | --- | --- | ------------------ |
| 2 × Geschütze „Canon de 120 long modèle 1878“ (120 mm) 2 × Geschütze 155L – Canon de 155 long modèle 1877 (155 mm) 7 × Geschütze 138 – Canon de 138 modèle 1873–74 (138 mm) 6 × Geschütze – Canon Reffye de 85 mm (85 mm) 10 × Geschütze – Canon de 5 modèle 1873 (75 mm) 5 × Mörser – Mortier lisse (150 mm) | 2 × Geschütze 155L im Panzerturm 4 × Geschütze 155C – canon de 155 court modèle 1877 (155 mm) 2 × Mörser – „Mortier de 220 mm modèle 1880“ (220 mm) | 5 × Kartätschgeschütze – Canon à balles oder Mitrailleuse Meudon 5 × Geschütze – Canon Reffye de 85 mm (85 mm) | 3 × Geschütze 120L |
| Geschütze gesamt:50 | | |                    |

### 1912
| Auf den Wällen                                                                                                   | Batterie haute & Batterie basse  | Grabenwehren                                                                            | Annexbatterien |
| --- | -------------------------------- | --------------------------------------------------------------------------------------- | -------------- |
| 7 × Geschütze 120L 8 × Feldgeschütze Canon de 80 modèle 1877 (80 mm) 5 × Mörser 15 4 × Maschinengewehrstellungen | 2 × Geschütze 155L im Panzerturm | 6 × Canon revolver de 40 mm modèle 1879 5 × Geschütze – Canon 12 de culasse modèle 1884 | desarmiert     |
| Geschütze gesamt:35                                                                                              |                                  |                                                                                         |                |

### 1914
| Auf den Wällen | Batterie haute & Batterie basse  | Grabenwehren                                                                            | Annexbatterien |
| --- | -------------------------------- | --------------------------------------------------------------------------------------- | -------------- |
| 7 × Geschütze 120L 8 × Feldgeschütze 80 – Canon de 80 modèle 1877 (80 mm) 5 × Mörser 15 4 × Maschinengewehrstände | 2 × Geschütze 155L im Panzerturm | 6 × Canon revolver de 40 mm modèle 1879 5 × Geschütze – Canon 12 de culasse modèle 1884 | desarmiert     |
| Geschütze gesamt: 35                                                                                              |                                  |                                                                                         |                |

Während des Ersten Weltkrieges war das Fort in keine Kampfhandlungen verwickelt.

## Zweiter Weltkrieg und heutiger Zustand
1940 war das Fort Teil der befestigten Region Belfort („RF Belfort“) der 8. französischen Armee, Armeegruppe 3. Am 18. Juni 1940 feuerte die Besatzung einige Schüsse auf die vorrückenden deutschen Truppen ab und verließ dann das Fort. Ab 1941 wurde es durch den deutschen Reichsarbeitsdienst desarmiert und die Metallteile der Verschrottung zugeführt. Im November 1944, nach dem Rückzug der deutschen Wehrmacht aus diesem Gebiet wurde es vorübergehend von einem Detachement des „411e RTA“ (Régiment territoriale d’artillerie) als Beobachtungsstand benutzt.
Nach dem Krieg war eine militärische Verwendung nicht mehr gegeben, es lag ungenutzt, bis es die Gemeinde Giromagny im Jahre 1988 übernahm und Restaurierungsarbeiten einleitete. Es steht unter der Betreuung der Association du Fort Dorsner (AFD) und kann besichtigt werden.

## Bemerkungen
1. ↑  Note n° 5285 vom 25. März 1886 des Kriegsministers Boulanger an die Generalkommandanten der Militärregionen; Präsidialdekret vom 21. Januar über die Umbenennung der Forts, befestigte Artillerieanlagen und Kasernen gemäß dem Vorschlag des Kriegsministers M. le général Boulanger.
2. ↑  mit der Note n° 14980 vom gleichen Datum
3. ↑  Umgangssprachliche Bezeichnung für alle Produkte der in diesem Ort ansässigen Rüstungsfirma FAMH
4. ↑  vier in der Front und je eine in der Flanke
5. ↑  Erdwälle zwischen den Geschützständen, um die Kanonen gegen Querfeuer und Splitterwirkung zu schützen
6. ↑  Die Originalbezeichnung „canon de revolver“ ist irreführend, da es sich um ein mehrläufiges Geschütz nach dem System Gatling handelt. Dieses wird auch im französischen manchmal als Mitrailleuse angesprochen.
7. ↑  Es handelte sich hierbei um Feldgeschütze, die für den Gebrauch innerhalb von Festungswerken adaptiert waren

Koordinaten: 47° 43′ 49″ N, 6° 48′ 46″ O